# 李克勤我們的交響樂演唱會
《李克勤我們的交響樂演唱會》（英語：HACKEN LEE SYMPHONIC LIVE IN LONDER With Macao Orchestra）是香港歌手李克勤的個人演唱會，亦是他首次只於澳門舉行演唱會，演唱會於2023年9月29日至10月2日、2024年9月21日至22日、2025年2月8日至9日期間在澳門倫敦人綜藝館舉行，合共演出8場。

## 宣傳
演唱會最早消息於2023年8月傳出，後證實會在2023年9月29日至10月2日於倫敦人綜藝館舉辦一連四場演唱會。
公開發售安排在2023年8月22日中午12時正於金光票務正式公開發售。
後演唱會分別於2024年及2025年舉行安可場次。

## 售票
| 日期   | 日期     | 開售時間   | 開售類型               |
| ------ | -------- | ---------- | ---------------------- |
| 2023年 | 8月20日  | 晚上10時正 | 澳門站歌迷會優先訂購   |
| 2023年 | 8月22日  | 中午12時正 | 澳門站金光票務公開發售 |
| 2024年 | 6月26日  | 中午12時正 | 澳門站金光票務公開發售 |
| 2024年 | 12月11日 | 中午12時正 | 澳門站金光票務公開發售 |

## 場次
| 場次 | 日期          | 國家／地區 | 城市 | 場館         | 附註 |
| ---- | ------------- | ---------- | ---- | ------------ | ---- |
| 1    | 2023年9月29日 | 澳門       | 澳門 | 倫敦人綜藝館 |      |
| 2    | 2023年9月30日 | 澳門       | 澳門 | 倫敦人綜藝館 |      |
| 3    | 2023年10月1日 | 澳門       | 澳門 | 倫敦人綜藝館 |      |
| 4    | 2023年10月2日 | 澳門       | 澳門 | 倫敦人綜藝館 |      |
| 5    | 2024年9月21日 | 澳門       | 澳門 | 倫敦人綜藝館 |      |
| 6    | 2024年9月22日 | 澳門       | 澳門 | 倫敦人綜藝館 |      |
| 7    | 2025年2月8日  | 澳門       | 澳門 | 倫敦人綜藝館 |      |
| 8    | 2025年2月9日  | 澳門       | 澳門 | 倫敦人綜藝館 |      |

## 曲目
Part 1

1. 一生何求(國)
2. 飛花
3. 一個都不能少
4. 開學禮

Part 2
1. 舊歡如夢
2. 護花使者
3. 藍月亮
4. 深深深
5. C3PO

Part 3
1. Victory（和梁玉瑩合唱）
2. 天水圍城（和梁玉瑩合唱）
3. 如願（梁玉瑩獨唱）

Part 4
1. 秒針
2. 晚風心裡吹
3. 五十年以後

Part 5
1. 再見演奏廳
2. 大會堂演奏廳
3. 紅日
4. 夏日之神話
5. 月半小夜曲
6. 我不會唱歌

Part 1

1. 一生何求(國)
2. 飛花
3. 一個都不能少
4. 開學禮

Part 2
1. 舊歡如夢
2. 護花使者
3. 藍月亮
4. 深深深
5. C3PO

Part 3
1. Victory（和梁玉瑩合唱）
2. 天水圍城（和梁玉瑩合唱）
3. 如願（梁玉瑩獨唱）

Part 4
1. 秒針
2. 晚風心裡吹
3. 五十年以後
4. 這世界那麼多人（原唱：莫文蔚）

Part 5
1. 再見演奏廳
2. 大會堂演奏廳
3. 紅日
4. 夏日之神話
5. 月半小夜曲
6. 我不會唱歌

Part 1

1. 一生何求(國)
2. 飛花
3. 一個都不能少
4. 開學禮

Part 2
1. 舊歡如夢
2. 護花使者
3. 藍月亮
4. 深深深
5. C3PO

Part 3
1. Victory（和梁玉瑩合唱）
2. 天水圍城（和梁玉瑩合唱）
3. 如願（梁玉瑩獨唱）

Part 4
1. 秒針
2. 晚風心裡吹
3. 五十年以後
4. 這世界那麼多人（原唱：莫文蔚）

Part 5
1. 再見演奏廳
2. 大會堂演奏廳
3. 紅日
4. 夏日之神話
5. 月半小夜曲
6. 我不會唱歌

Encore
1. 合久必婚
2. 愛不釋手
3. 一生不變

Part 1

1. 一個人飛
2. 一千零一夜
3. 一個都不能少
4. 開學禮
5. 愛不釋手

Part 2
1. 舊歡如夢
2. 護花使者
3. 藍月亮
4. C3PO
5. 情非首爾
6. 一生不變

Part 3
1. Victory（和伍珂玥合唱）
2. 天水圍城（和伍珂玥合唱）
3. 最愛（伍珂玥獨唱）

Part 4
1. 秒針
2. 千千闋歌（原唱：陳慧嫻）
3. 當年情（原唱：張國榮）
4. 祇想一生跟你走（原唱：張學友）
5. 富士山下（原唱：陳奕迅）
6. 捨得

Part 5
1. 再見演奏廳
2. 大會堂演奏廳
3. 紅日
4. 夏日之神話
5. 月半小夜曲
6. 我不會唱歌

Encore
1. 沒有你, 贏了世界又如何
2. 只想您會意
3. 合久必婚
4. 飛

Part 1

1. 一個人飛
2. 一千零一夜
3. 一個都不能少
4. 開學禮
5. 愛不釋手

Part 2
1. 舊歡如夢
2. 護花使者
3. C3PO
4. 情非首爾
5. 一生不變

Part 3
1. Victory（和伍珂玥合唱）
2. 天水圍城（和伍珂玥合唱）
3. 最愛（伍珂玥獨唱）

Part 4
1. 秒針
2. 千千闋歌（原唱：陳慧嫻）
3. 當年情（原唱：張國榮）
4. 祇想一生跟你走（原唱：張學友）
5. 富士山下（原唱：陳奕迅）
6. 捨得

Part 5
1. 再見演奏廳
2. 大會堂演奏廳
3. 紅日
4. 夏日之神話
5. 月半小夜曲
6. 我不會唱歌

Encore
1. 沒有你, 贏了世界又如何
2. 合久必婚
3. 深深深
4. 飛

Part 1

1. 希望
2. 破曉時份
3. 一個都不能少
4. 一生想你
5. 只想你會意+認錯

Part 2
1. 舊歡如夢
2. 護花使者
3. 藍月亮
4. C3PO
5. 回首
6. 一生不變

Part 3
1. Victory（和伍珂玥合唱）
2. 刻不容缓（和伍珂玥合唱）
3. 最愛（伍珂玥獨唱）

Part 4
1. 秒針
2. 晚風心裡吹
3. 千千闋歌（原唱：陳慧嫻）
4. 海闊天空（原唱：beyond）
5. 講不出再見（原唱：譚詠麟）
6. 富士山下（原唱：陳奕迅）
7. 捨得

Part 5
1. 再見演奏廳
2. 大會堂演奏廳
3. 紅日
4. 夏日之神話
5. 月半小夜曲
6. 我不會唱歌

Encore
1. 高妹
2. 合久必婚
3. 愛不釋手

Part 1

1. 希望
2. 破曉時份
3. 一個都不能少
4. 一生想你
5. 只想你會意+認錯

Part 2
1. 舊歡如夢
2. 護花使者
3. 藍月亮
4. C3PO
5. 回首
6. 一生不變

Part 3
1. Victory（和伍珂玥合唱）
2. 刻不容缓（和伍珂玥合唱）
3. 最愛（伍珂玥獨唱）

Part 4
1. 秒針
2. 晚風心裡吹
3. 千千闋歌（原唱：陳慧嫻）
4. 海闊天空（原唱：beyond）
5. 講不出再見（原唱：譚詠麟）
6. 富士山下（原唱：陳奕迅）
7. 捨得

Part 5
1. 再見演奏廳
2. 深深深
3. 紅日
4. 夏日之神話
5. 月半小夜曲
6. 我不會唱歌

Encore
1. 高妹
2. 合久必婚
3. 飛花